# Marc-Joseph Marion du Fresne
Marc-Joseph Marion du Fresne, auch Dufresne geschrieben, auch Macé genannt (* 22. Mai 1724 in Saint-Malo, Frankreich; † 12. Juni 1772 in der Bay of Islands, Neuseeland), war ein französischer Marineoffizier und Fernhändler des 18. Jahrhunderts. Er hat mehrere Inseln des Indischen Ozeans für Frankreich entdeckt.

## Name
Marc Joseph Marion du Fresne war das achte Kind von Julien Marion, seigneur du Fresne (1681–1739). Das heißt: sein Nachname war "Marion du Fresne".

## Biografie

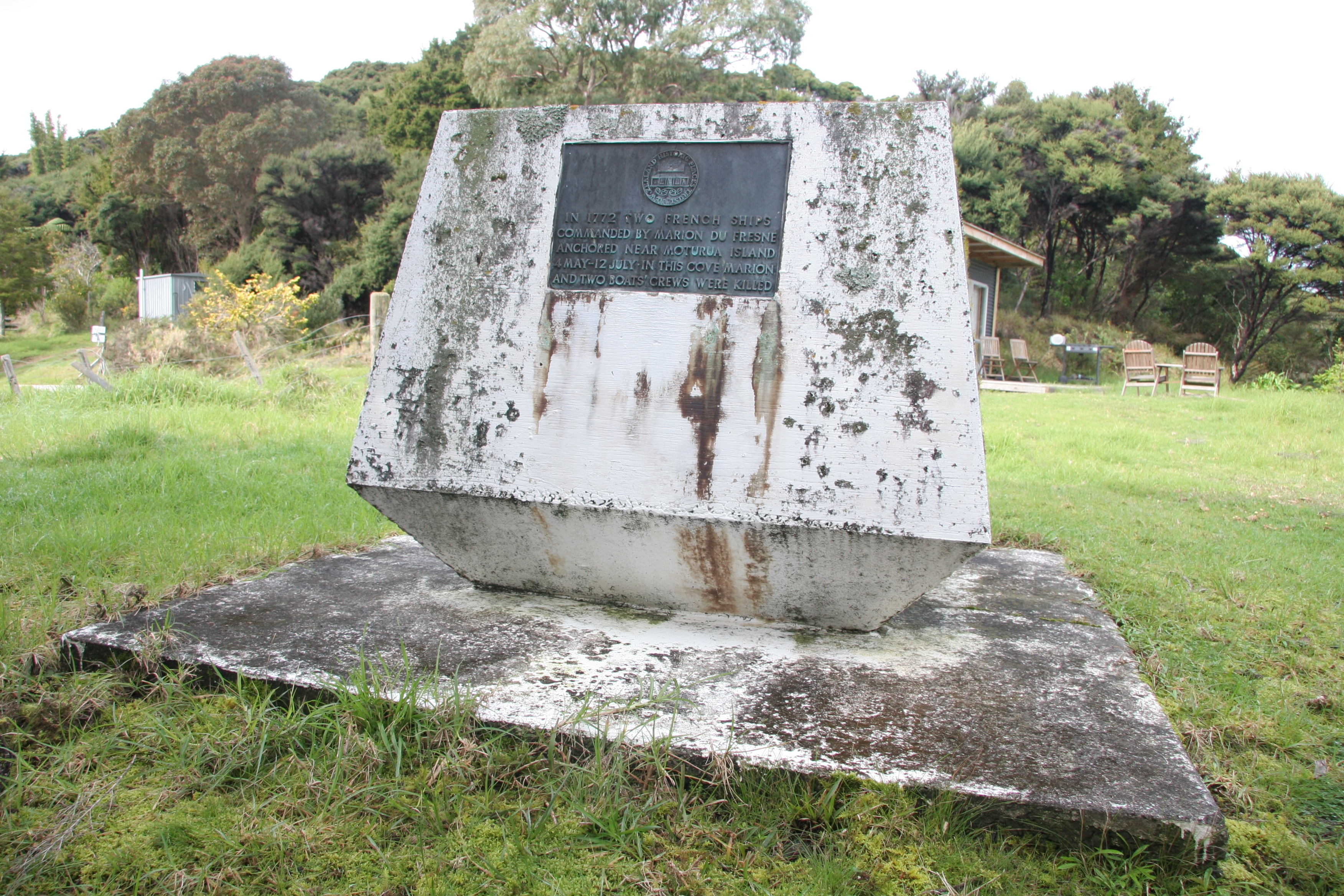
Gedenkstein für du Fresne in der Bay of Islands

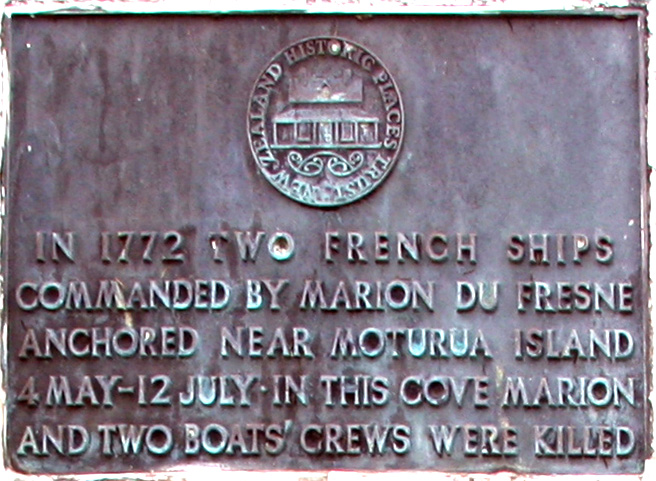
Inschrift des Gedenksteins

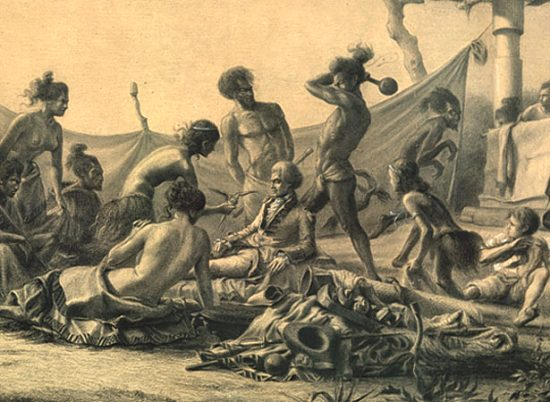
Tod von Marc-Joseph Marion du Fresne in der Bay of Islands. Ausschnitt aus einem Kupferstich von Charles Meryon (1821–1868)

Du Fresne wurde als Sohn einer Kaufmannsfamilie am 22. Mai 1724 in der Hafenstadt St. Malo in der Bretagne geboren. Im Alter von elf Jahren trat er in die Französische Ostindienkompanie (frz.: Compagnie française pour le commerce des Indes orientales) ein und diente während des Österreichischen Erbfolgekrieges in der französischen Marine.
Nach der Schlacht bei Culloden erhielt er den Auftrag, mit seinem Schiff L’Heureux den von den Engländern  geschlagenen und verfolgten schottischen Thronprätendenten Charles Edward Stuart (Bonnie Prince Charlie) nach Frankreich in Sicherheit zu bringen.
1748 kehrte du Fresne zur Ostindienkompanie zurück und kommandierte Handelsreisen im Indischen Ozean und nach China. Im Siebenjährigen Krieg diente er überwiegend in der Küstenverteidigung und auf einem Blockadebrecher und erreichte den Rang eines „Capitaine de brûlot“, ein Dienstgrad für Kommandeure eines kleinen, bewaffneten Hilfsschiffes. 1758 war er Kommandant der Fregatte Diligente und nahm mit diesem Schiff am 10. September 1759 an der Seeschlacht von Pondicherry teil. 1761 war er weiterhin im Indischen Ozean eingesetzt. Er ließ sich in Port Louis auf der Insel Mauritius nieder und segelte zu den Seychellen und nach Indien. Nach dem Niedergang der Ostindienkompanie geriet er in finanzielle Schwierigkeiten. 1771 ergab sich die Gelegenheit, mit zwei französischen Schiffen, der Mascarin und der Marquis de Castries, in den Pazifik zu segeln. Vorrangiger Zweck dieser Reise war es, den Tahitier Ahu-toru, den Bougainville 1768 nach Paris gebracht hatte, in seine Heimat zurückzubringen (er starb jedoch kurz nach der Abfahrt von Port Louis an den Pocken). Der weitere Auftrag bestand in der Suche nach dem sagenhaften Südkontinent (Terra Australis) sowie darin, Handelskontakte zu eröffnen und unbekannte Inseln für Frankreich zu entdecken. Auf einem weit südlichen Kurs ging es über Réunion, Madagaskar und Kapstadt mit einem kurzen Zwischenhalt auf Tasmanien nach Neuseeland. Auf dieser Fahrt entdeckte du Fresne die heute zu Südafrika gehörenden Marion-Insel und die Prinz-Edward-Inseln sowie die Crozetinseln, die er nach seinem zweiten Kommandanten Jules Crozet benannte. Wie sich herausstellte, waren die Prinz-Edward-Inseln bereits 1663 von dem holländischen Seefahrer Barend Barendszoon Lam gesichtet worden. Da er jedoch die Position falsch ermittelt hatte, blieben die Inseln bis zu du Fresnes Wiederentdeckung unauffindbar.
Am 25. März 1772 sichtete er den Mount Taranaki auf der Nordinsel Neuseelands und nannte ihn nach seinem Schiff „Pic Mascarin“, ohne dass er wusste, dass James Cook den Berg auf seiner ersten Südseereise bereits „Mount Egmont“ getauft hatte.
Am 4. Mai 1772 ankerten die Schiffe in der Bay of Islands, um dringende Reparaturen durchzuführen. Die folgenden fünf Wochen verliefen zunächst friedlich, die Kontakte mit den ansässigen Māori entwickelten sich, trotz einiger kleiner Diebstähle, gut und ohne Probleme. Am 12. Juni 1772 fuhr du Fresne hinaus zum Fischen. Bei der Rückkehr an Land wurde die Gruppe unvermittelt von den Māori angegriffen und 16 Offiziere und Mannschaften, darunter du Fresne selbst, getötet und verzehrt. Da der Vorfall vom Schiff aus zunächst unbemerkt blieb, konnten die Māori am folgenden Tag weitere neun Franzosen töten. Der Grund für den plötzlichen Überfall ist nicht  bekannt, möglicherweise hatten die Europäer unbewusst ein Tapu verletzt. Aus Rache für die Tat brannten die Franzosen ein Māori-Dorf nieder und töteten viele der Bewohner. Crozet benannte die Bucht „Anse des Assassinats“ (Bucht der Morde). Der Bericht über die Ereignisse war wesentlich verantwortlich für das Bild der „blutrünstigen, menschenfressenden Māori“, das sich für lange Zeit in Europa verfestigte. Crozet führte die Schiffe über die Philippinen nach Mauritius zurück.

## Ehrungen
Nach Marc-Joseph Marion du Fresne sind benannt:
- der Mont Marion-Dufresne, höchster Berg der Crozetinseln
- die Marion-Insel, eine Insel der Prinz-Edward-Inseln
- Marion Bay, ein kleiner Ort auf der Yorke-Halbinsel unweit von Adelaide in Südaustralien
- die Marion Dufresne, ein ehemaliges französisches Forschungsschiff
- die Marion Dufresne, ein französisches Forschungsschiff
- der Isabellbrustspecht (Dendrocopos macei)